# І-й Український Гідроавіаційний дивізіон
І-й Український Гідроавіаційний дивізіон ― бойове морське авіаційне формування Армії УНР.
В Одесі 22 квітня 1918 р. на базі колишнього 3-го гідроавіаційного дивізіону Чорного моря був створений І-й Український Гідроавіаційний дивізіон Чорноморського флоту УНР (20 гідропланів), що став першою українською флотською авіаційною формацією.
До його складу увійшли: штурмовий загін, 1-й, 2-й та 8-й гідроавіаційні загони, 9-й відділ, а також гідроавіаційна та повітряна станції Одеси.
Як зазначає історик, редактор відділу історичного та культурного відродження України газети «Флот України» А. В. Лубенець, день 22 квітня 1918 р. потрібно вважати днем народження української морської авіації.